# Josefa Goldar Rei
Josefa Goldar Rei (Caldas de Reis, 1905 – Buenos Aires, 11 de juny de 1992) va ser una actriu de cinema argentina d'origen gallec. La seva família va emigrar a l'Argentina al 1909. Va fundar amb el seu espòs Leónidas Barletta el Teatro Del Pueblo, per on van passar moltes peces considerades revolucionàries per la seva època. Militant d'esquerra, el seu debut en cinema va ser en la pel·lícula Los Afincaos (1941) i més endavant va participar en el repartiment de diverses pel·lícules en papers secundaris.

## Filmografia
- Los hipócritas (1965)
- Orden de matar (1965)
- Los viciosos (1964)
- El octavo infierno
- La murga (1963)
- Los inocentes (1963)
- Detrás de la mentira (1962)
- Delito (1962)
- Bajo un mismo rostro (1962)
- La novia (1961)
- Todo el año es Navidad (1960)
- Campo arado (1959)
- Procesado 1040 (1958)
- La hermosa mentira (1958)
- La despedida (1957)
- Oro bajo (1956)
- Amor a primera vista (1956)
- Después del silencio (1956)
- Para vestir santos (1955)
- Los hermanos corsos (1955)
- Cuando los duendes cazan perdices (1955)
- El conde de Montecristo (1953)
- La mujer de las camelias (1954)
- La bestia debe morir (1952)
- Apenas un delincuente (1949)
- De hombre a hombre (1949)
- Los afincaos (1941)